# Conseil d'État (anciens Pays-Bas)
Le Conseil d'État (Raad van State) est l'un des trois conseils dits « collatéraux », aux côtés du Conseil des finances et du Conseil privé, dans les anciens Pays-Bas.

## Historique
Il s'agissait de l'organe de gouvernement le plus prestigieux. Le Conseil d'État se composait d'une douzaine de conseillers permanents, dont généralement deux prélats, sous la présidence de la régente et du président du conseil privé. En plus des conseillers, il comporte deux secrétaires et deux huissiers. Jusqu'aux années 1540, les chevaliers de l'ordre de la Toison d'or pouvaient assister aux séances comme membres surnuméraires. Il se composait de juristes et de membres de l'aristocratie. Suivant les affaires, il pouvait également entendre d'autres personnes que ses membres, notamment les chefs des finances. Il se réunissait à la convocation de la régente ; elle pouvait à sa guise convoquer tout ou partie des conseillers d’État, fixait l'ordre du jour et recueillait les voies. Le conseil traitait des affaires générales, des guerres, de la politique étrangère, recevait les ambassadeurs et les dépêches. Ses avis n'étaient que consultatifs et n'obligeaient ni la régente ni l'empereur. 
Sous la régence de Marguerite de Parme, le conseil fut le cadre de violentes oppositions entre les conseillers qu'on pourrait qualifier de techniciens et l'aristocratie. Cette dernière se sentait en effet exclue du gouvernement. La régente avait en effet pris l'habitude de ne convoquer quotidiennement que le chef-président, Viglius, le chef des finances, Berlaymont et surtout l'archevêque de Malines, Granvelle. Cette opposition domina les premiers moments de la révolte des gueux. 
Le conseil fonctionna pendant toute la guerre selon différentes modalités. Il tenta d'assurer la régence entre la mort de Luis de Requesens et l'arrivée de Don Juan d'Autriche, date à laquelle il se scinda en deux, une partie favorable au régent royal et une partie favorable aux États généraux et au prince d'Orange. Cette dernière est à l'origine du Raad van State des Pays-Bas contemporains. 

### Chefs du conseil d'État
- 1531-1540 : Jean II Carondelet, chancelier, archevêque de Palerme
- 1540-1548 : Louis de la Schorre
- 1549-1554 : Jean de Saint-Maurits
- 1554-1577 : Viglius van Aytta

### Sources et bibliographie
- Michel Baelde, "De Collaterale Raden onder Karel V en Filips II (1531-1578): bijdrage tot de geschiedenis van de centrale instellingen in de zestiende eeuw", Paleis der Academien, Brussel 1965.
- M. Baelde, Les Conseils collatéraux des Anciens Pays-Bas (1531- 1794), Revue du Nord, 1968, 197, pp. 203-212